# Saint-Remy-du-Nord
Pour les articles homonymes, voir Saint-Remy.
Saint-Remy-du-Nord est une commune française située dans le département du Nord, en région Hauts-de-France.
Bien qu'étant totalement intégrée dans l'unité urbaine de Maubeuge qui forme la cinquième agglomération du Nord, la commune de Saint-Remy-du-Nord adhère à la communauté de communes Sambre - Avesnois.

## Géographie
Située dans la région du Nord-Pas-de-Calais, la commune de Saint-Remy-du-Nord est le centre de plusieurs villes telles que Maubeuge, Hautmont ou encore Aulnoyes-Aymeries.
La rivière des Cligneux coule jusqu'à la Sambre.

### Communes limitrophes
| Boussières-sur-Sambre | Hautmont           |                 |
| Pont-sur-Sambre       | Saint-Remy-du-Nord |                 |
| Bachant               |                    | Limont-Fontaine |

### Hydrographie

#### Réseau hydrographique
La commune est située dans le bassin Artois-Picardie. Elle est drainée par la Sambre canalisée, le Cligneux, le ruisseau de Wargnories, le ruisseau des Près à Forêt, le ruisseau du Bois Georges et divers autres petits cours d'eau,.
La Sambre canalisée est un canal, chenal et un cours d'eau naturel, d'une longueur de 101 km, qui prend sa source dans la commune de Rejet-de-Beaulieu, s'écoule vers le nord-est et franchit la frontière belge au droit de Jeumont. Les caractéristiques hydrologiques de la Sambre canalisée sont données par la station hydrologique située sur la commune. Le débit moyen mensuel est de 11,5 m3/s. Le débit moyen journalier maximum est de 91,8 m3/s, atteint lors de la crue du 11 janvier 2022. Le débit instantané maximal est quant à lui de 94,6 m3/s, atteint le même jour.
Le Cligneux, d'une longueur de 11 km, prend sa source dans la commune de Beaufort et se jette  dans la Sambre canalisée à Boussières-sur-Sambre, après avoir traversé six communes. 

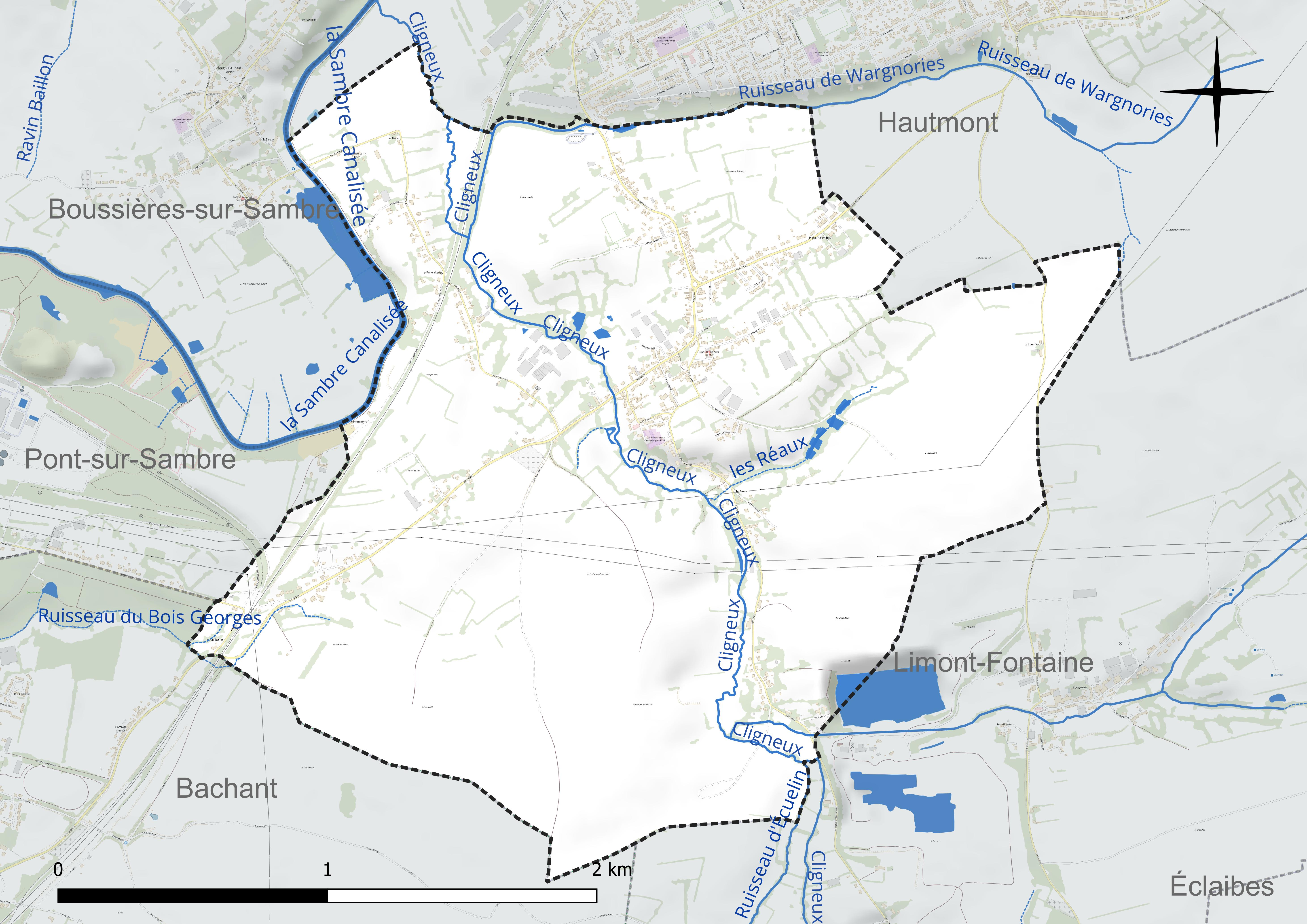
Réseau hydrographique de Saint-Remy-du-Nord.

#### Gestion et qualité des eaux
Le territoire communal est couvert par le schéma d'aménagement et de gestion des eaux (SAGE) « Sambre ». Ce document de planification concerne un territoire de 1 253 km2 de superficie, délimité par le bassin versant de la Sambre. Le périmètre a été arrêté le 1er novembre 2003 et le SAGE proprement dit a été approuvé le 21 septembre 2012, puis modifié le 18 août 2022. La structure porteuse de l'élaboration et de la mise en œuvre est le syndicat mixte du Parc naturel régional de l'Avesnois. 
La qualité des cours d'eau peut être consultée sur un site dédié géré par les agences de l'eau et l'Agence française pour la biodiversité. 

### Climat
Pour des articles plus généraux, voir Climat des Hauts-de-France et Climat du Nord.
En 2010, le climat de la commune est de type climat des marges montargnardes, selon une étude du CNRS s'appuyant sur une série de données couvrant la période 1971-2000. En 2020, Météo-France publie une typologie des climats de la France métropolitaine dans laquelle la commune est exposée à un climat océanique altéré et est dans la région climatique Nord-est du bassin Parisien, caractérisée par un ensoleillement médiocre, une pluviométrie moyenne régulièrement répartie au cours de l'année et un hiver froid (3 °C). 
Pour la période 1971-2000, la température annuelle moyenne est de 9,8 °C, avec une amplitude thermique annuelle de 15,2 °C. Le cumul annuel moyen de précipitations est de 862 mm, avec 12,7 jours de précipitations en janvier et 10,2 jours en juillet. Pour la période 1991-2020, la température moyenne annuelle observée sur la station météorologique la plus proche, située sur la commune de Saint-Hilaire-sur-Helpe à 11 km à vol d'oiseau, est de 10,5 °C et le cumul annuel moyen de précipitations est de 802,4 mm,. Pour l'avenir, les paramètres climatiques de la commune estimés pour 2050 selon différents scénarios d'émission de gaz à effet de serre sont consultables sur un site dédié publié par Météo-France en novembre 2022.

## Urbanisme

### Typologie
Au 1er janvier 2024, Saint-Remy-du-Nord est catégorisée ceinture urbaine, selon la nouvelle grille communale de densité à sept niveaux définie par l'Insee en 2022.
Elle appartient à l'unité urbaine de Maubeuge (partie française), une agglomération internationale regroupant 22  communes, dont elle est une commune de la banlieue,,. Par ailleurs la commune fait partie de l'aire d'attraction de Maubeuge (partie française), dont elle est une commune de la couronne,. Cette aire, qui regroupe 65 communes, est catégorisée dans les aires de 50 000 à moins de 200 000 habitants,.

### Occupation des sols
L'occupation des sols de la commune, telle qu'elle ressort de la base de données européenne d'occupation biophysique des sols Corine Land Cover (CLC), est marquée par l'importance des territoires agricoles (92,4 % en 2018), en diminution par rapport à 1990 (93,9 %). La répartition détaillée en 2018 est la suivante : 
terres arables (49 %), prairies (30,7 %), zones agricoles hétérogènes (12,7 %), zones urbanisées (7,4 %), mines, décharges et chantiers (0,2 %). L'évolution de l'occupation des sols de la commune et de ses infrastructures peut être observée sur les différentes représentations cartographiques du territoire : la carte de Cassini (XVIIIe siècle), la carte d'état-major (1820-1866) et les cartes ou photos aériennes de l'IGN pour la période actuelle (1950 à aujourd'hui).

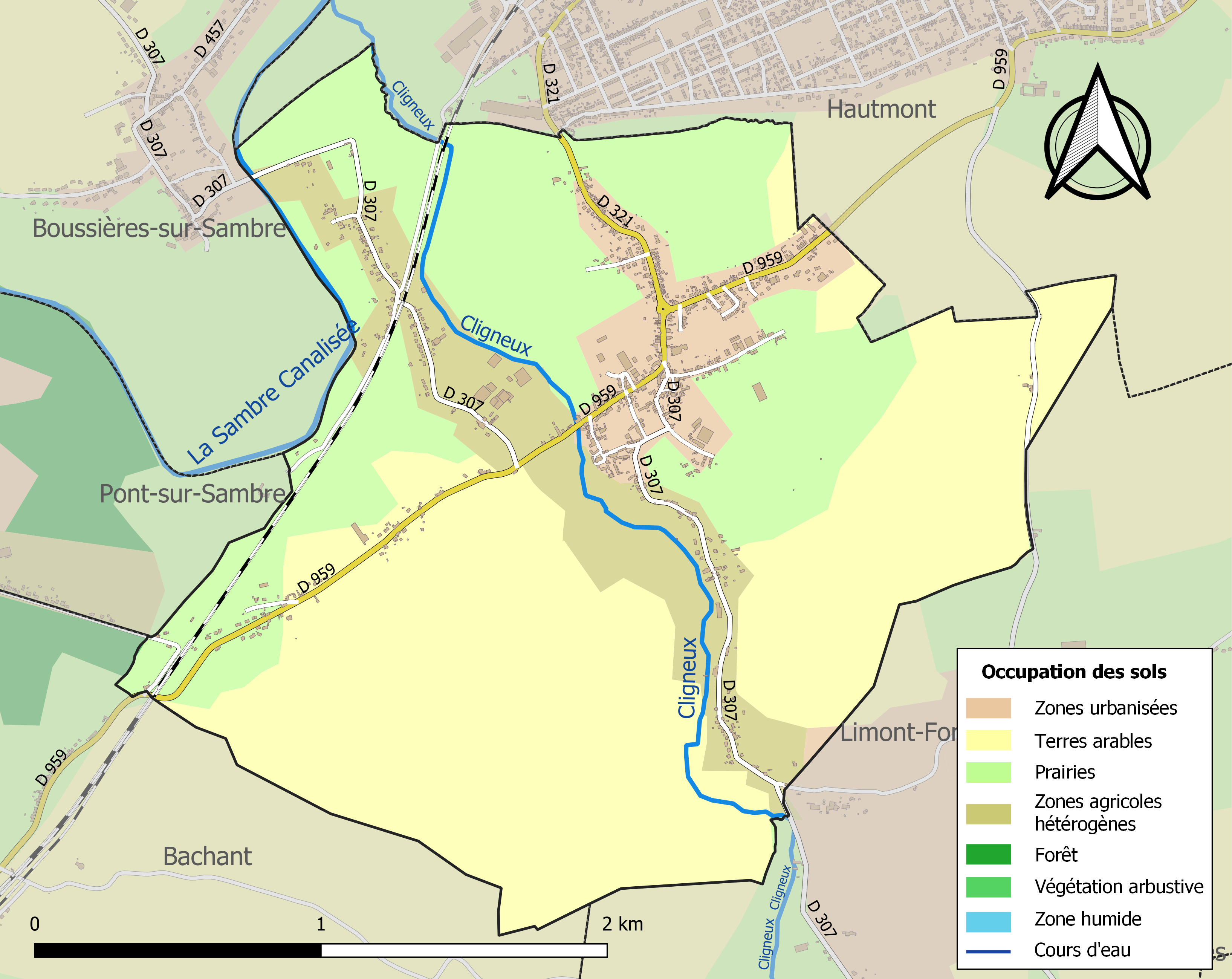
Carte des infrastructures et de l'occupation des sols de la commune en 2018 (CLC).

### Voies de communication et transports
La commune est desservie, en 2024, par les lignes 21 et 61 du réseau Stibus.

## Toponymie[20]
La localisation de la bataille de la Sabis, qui opposa les légionnaires romains de César aux Gaulois nerviens, atrébates et viromandues en 57 av. J.-C., a donné lieu à plusieurs hypothèses articulées autour de l'Escaut, de la Sambre, de la Satis (ancien fleuve devenu la Sensée), de l'Écaillon, ou de la Selle. La thèse de la Sambre s'appuie, entre autres arguments, sur l'ancien nom de Saint-Rémy-du-Nord : ce village se dénommait jadis Saint-Rémi le Malbatus, interprété « Saint-Rémy le mal battu » et désigné dès lors comme le lieu de la bataille.
La lecture des textes anciens concernant ce toponyme fournit les graphies suivantes:
- Saint-Rémi Li Malbatus, 1181, acte de l'évêché de Cambrai, cartulaire de l'abbaye d'Haumont : Sanctus Remigium Limalbatus (nous n'avons pas trouvé de document antérieur à 1181) ;
- Saint-Rémi le Malbatuth, 1188, confirmation par le comte de Flandre et de Hainaut d'un don fait à l'abbaye d'Haumont par le seigneur de Saint-Rémy : in territorio Sancti Remigii le mal batuth (copie du XIIIe siècle publiée par Ch. Duvivier, Recherches sur le Hainaut ancien, 1865) ; 
- Saint-Rémi le Maubatut, 1219, acte de l'abbaye de Saint-Aubert de Cambrai (la consonne /l/ s'est vocalisée en /u/ de la même façon que cheval alterne avec chevaux. Mais le /l/ est restitué quand l'expression est écrite en deux mots) ;
- Saint-Rémi le Mal Batu, 1383, document relatif à la vente d'un bois au seigneur de Guise ;
- Saint-Rémi le Mal Bâti, 1740.
À l'époque de la Révolution française, le toponyme est orthographié Saint-Rémy-de-la-Bâti (1793). Il devient Saint-Rémy-Mal-Bâti sous la plume du préfet Dieudonné dans sa Statistique du Département du Nord, en 1804 (t. III, p. 414).
Une loi de novembre 1911 fixe le nom de Saint-Rémy-du-Nord.
Dans une analyse comme celle-ci, qui consiste à étudier l'origine et le sens premier d'un toponyme, il est impérieux de consulter les documents d'archives et de relever les graphies les plus anciennes, afin de faire abstraction des évolutions et déformations subies par les noms de lieux au cours de l'histoire. Ainsi, pour Saint-Rémy-du-Nord, les interprétations en –Mal batu / –Mal battu et –Mal bâti relèvent d'une mauvaise compréhension du nom éponyme, qui a fait que Malbatut ou Mal Batut a été rapproché de termes voisins (battu, bâti) qui n'ont rien à voir ni avec un saint, ni avec une commune.
Il faut, au contraire, repartir de la graphie la plus anciennement attestée, Saint-Rémi le Malbatut, et considérer que l'ajout Le Malbatut s'applique à la personnalité de saint Rémi et non au village auquel il a donné son nom. En effet, « Malbatut » ou « Mal batut » (avec la finale  –t, –th, ou –s) provient du substantif germanique Banstu- qui désignait un mariage avec une seconde femme de rang inférieur. Le préfixe mal- (latin malus) ajoute la notion de liaison illégale, peut-être parce que le père et la mère de l'enfant adultérin étaient déjà mariés chacun de leur côté. Dans banstu-, la nasale /n/ est tombée devant la fricative /s/ et a laissé bastu-, de la même manière que le latin monstrare a été réduit en ancien français à mostrer, aujourd'hui : montrer. Puis le /s/ intérieur devant consonne s'est effacé comme dans de très nombreux vocables (par exemple, testa a donné : tête, avec un accent circonflexe dans l'écriture du mot). L'adjonction du suffixe –art / –ard s'est produite plus tard : bastart est attesté au XIIe siècle, en latin médiéval bastardus, sans connotation nécessairement négative, le bâtard (effacement du /s/ remplacé dans l'orthographe par un accent circonflexe) étant l'enfant né en dehors du mariage de ses parents (cf. « le bâtard d'Orléans » pour Dunois, compagnon d'armes de Jeanne d'Arc, ou « Guillaume le Bâtard » pour Guillaume le Conquérant, duc de Normandie et roi d'Angleterre).
Quatre personnalités ecclésiastiques portent le nom de saint Rémi ou Rémy : un évêque de Reims au VIe siècle, qui baptisa Clovis ; un archevêque de Lyon au IXe siècle ; un évêque de Strasbourg au VIIIe siècle ; un évêque de Rouen au VIIIe siècle également. Ce dernier (Remigius), évêque de 755 à 771, était le fils illégitime de Charles Martel, maire du palais et souverain du royaume des Francs, et d'une concubine inconnue. Le roi Pépin le Bref, son demi-frère, le fit placer sur le trône de l'évêché de Rouen. Ce serait donc ce Rémi (ou Rémy) de Rouen, bâtard de sang royal, qui aurait donné son nom au village, et non Rémy l'évêque de Reims comme il est dit le plus souvent, la précision toponymique Mal batut permettant le distinguo. Rouen n'est d'ailleurs pas étranger à l'abbaye d'Haumont de laquelle dépendait le village de Saint-Rémy : l'histoire raconte que cette abbaye abrita vers 690 le séjour de saint Ansbert, évêque de Rouen, dont les abbés d'Haumont ne cessèrent de célébrer la mémoire et à qui ils élevèrent une chapelle, lieu constant de pèlerinages. Certains historiens font même mourir Ansbert à Haumont.
Redisons encore que l'appellation Mal batut n'est pas du tout péjorative, elle s'applique simplement à un enfant né en dehors du mariage de ses parents, cette circonstance n'a d'ailleurs pas empêché Rémi de devenir évêque et d'être vénéré. Bien qu'il soit moins cité, dans les dictionnaires et hagiographies, que ses homonymes de Reims ou de Lyon.
Le toponyme Saint-Rémi le Malbatut n'aurait donc rien à voir avec l'expression « mal bâti » évoquant un mauvais plan d'urbanisme, ni avec la formule « mal battu » qui rappellerait le souvenir d'une bataille sanglante ou d'une défaite injuste, qu'elle soit très ancienne ou plus récente. La Sabis n'est pas la Sambre, la bataille narrée par César n'a pas eu lieu dans les parages d'Haumont.

## Histoire
Au Moyen Âge, la petite agglomération de Saint-Remy fait partie de la commune de Boussières, le plus ancien document où l'on fait mention de la commune est une confirmation de donation à l'abbaye d'Hautmont par Bauduin, comte de Flandre et de Hainaut en 1188.
Aimerie-François d'Espienne, seigneur de Saint-Remy, juré et échevin de Valenciennes, fils de François, seigneur sur Pont-sur-Sambre, bénéficie le 8 novembre 1657 de lettres d'anoblissement données à Madrid (tout le magistrat, ancêtre du conseil municipal, de Valenciennes a été anobli à la suite de la résistance de la ville assiégée par les Français en 1656 (siège de Valenciennes 1656).
Jusqu'en 1789 la commune fait partie du royaume de France.
En 1790, elle fait partie du département du Nord.
An II/1793, S'écrit Saint-Remy-de-la-Bâti, fait partie intégrante du département du Nord, du district d'Avesnes-sur-Helpe, du canton de Maubeuge.
En 1801, le nom change et s'écrit de deux orthographes: Saint-Rémy-Malbâti et Saint-Rémy-Mal-Bâti, cette année elle intègre l'arrondissement Avesnes-sur-Helpe.
En 1910, la commune fait partie du canton de Maubeuge-Nord.
En 1912, la commune change de nom et devient Saint-Remy-du-Nord.
En 1958, Saint-Remy-du-Nord intègre le canton d'Hautmont.

## Politique et administration
Maire de 1802 à 1807 : Ant. Cuisset,.
| Période                                  | Période  | Identité         | Étiquette | Qualité                                                      |
| ---------------------------------------- | -------- | ---------------- | --------- | ------------------------------------------------------------ |
| Les données manquantes sont à compléter. |          |                  |           |                                                              |
| ?                                        | ?        | Valéry Hédon     | UDF       | Agent immobilier Conseiller général d'Hautmont (1988 → 1994) |
| mars 2001                                | En cours | Lucien Serpillon | DVD       |                                                              |

## Population et société

### Démographie

#### Évolution démographique
L'évolution du nombre d'habitants est connue à travers les recensements de la population effectués dans la commune depuis 1793. Pour les communes de moins de 10 000 habitants, une enquête de recensement portant sur toute la population est réalisée tous les cinq ans, les populations de référence des années intermédiaires étant quant à elles estimées par interpolation ou extrapolation. Pour la commune, le premier recensement exhaustif entrant dans le cadre du nouveau dispositif a été réalisé en 2006.

En 2022, la commune comptait 1 057 habitants, en évolution de −5,71 % par rapport à 2016 (Nord : +0,51 %, France hors Mayotte : +2,11 %).
| 1793 | 1800 | 1806 | 1821 | 1831 | 1836 | 1841 | 1846 | 1851 |
| ---- | ---- | ---- | ---- | ---- | ---- | ---- | ---- | ---- |
| 230  | 227  | 285  | 291  | 347  | 399  | 420  | 417  | 407  |

| 1856 | 1861 | 1866 | 1872 | 1876 | 1881 | 1886 | 1891 | 1896 |
| ---- | ---- | ---- | ---- | ---- | ---- | ---- | ---- | ---- |
| 480  | 535  | 598  | 653  | 715  | 811  | 789  | 772  | 796  |

| 1901 | 1906 | 1911 | 1921 | 1926  | 1931  | 1936  | 1946  | 1954  |
| ---- | ---- | ---- | ---- | ----- | ----- | ----- | ----- | ----- |
| 881  | 864  | 978  | 958  | 1 122 | 1 251 | 1 254 | 1 176 | 1 230 |

| 1962  | 1968  | 1975  | 1982  | 1990  | 1999  | 2006 | 2011  | 2016  |
| ----- | ----- | ----- | ----- | ----- | ----- | ---- | ----- | ----- |
| 1 402 | 1 360 | 1 306 | 1 351 | 1 390 | 1 265 | 455  | 1 176 | 1 121 |

| 2021  | 2022  | - | - | - | - | - | - | - |
| ----- | ----- | - | - | - | - | - | - | - |
| 1 070 | 1 057 | - | - | - | - | - | - | - |

#### Pyramide des âges
La population de la commune est relativement jeune.
En 2018, le taux de personnes d'un âge inférieur à 30 ans s'élève à 32,8 %, soit en dessous de la moyenne départementale (39,5 %). À l'inverse, le taux de personnes d'âge supérieur à 60 ans est de 29,6 % la même année, alors qu'il est de 22,5 % au niveau départemental.
En 2018, la commune comptait 538 hommes pour 570 femmes, soit un taux de 51,44 % de femmes, légèrement inférieur au taux départemental (51,77 %).
Les pyramides des âges de la commune et du département s'établissent comme suit.
| Hommes | Classe d’âge | Femmes |
| ------ | ------------ | ------ |
| 0,2    | 90 ou +      | 1,8    |
| 7,2    | 75-89 ans    | 7,1    |
| 20,5   | 60-74 ans    | 22,3   |
| 21,8   | 45-59 ans    | 19,3   |
| 17,9   | 30-44 ans    | 16,4   |
| 15,6   | 15-29 ans    | 17,2   |
| 16,7   | 0-14 ans     | 15,9   |

| Hommes | Classe d’âge | Femmes |
| ------ | ------------ | ------ |
| 0,5    | 90 ou +      | 1,4    |
| 5,3    | 75-89 ans    | 8,1    |
| 14,8   | 60-74 ans    | 16,2   |
| 19,1   | 45-59 ans    | 18,4   |
| 19,5   | 30-44 ans    | 18,7   |
| 20,7   | 15-29 ans    | 19,1   |
| 20,2   | 0-14 ans     | 18     |

## Culture locale et patrimoine

### Lieux et monuments
- Église Saint-Rémy de 1771 avec pierre tombale d'Ignace Fauveau de 1792
- Colombier du XVIIIe siècle
- Monument du Poilu
- Chapelles
- Au cimetière, quatre tombes de guerre de la Commonwealth War Graves Commission

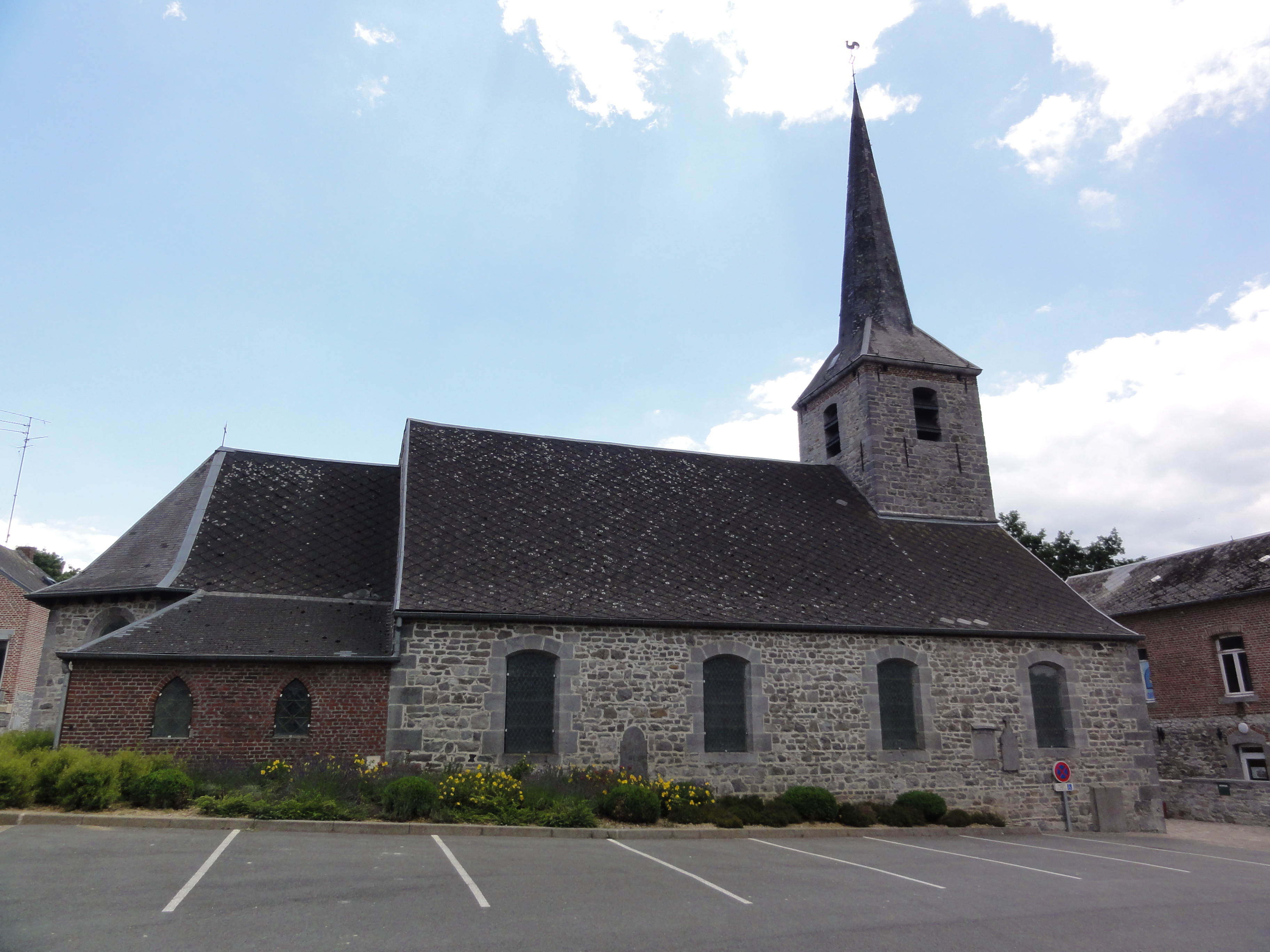
Église Saint-Remy
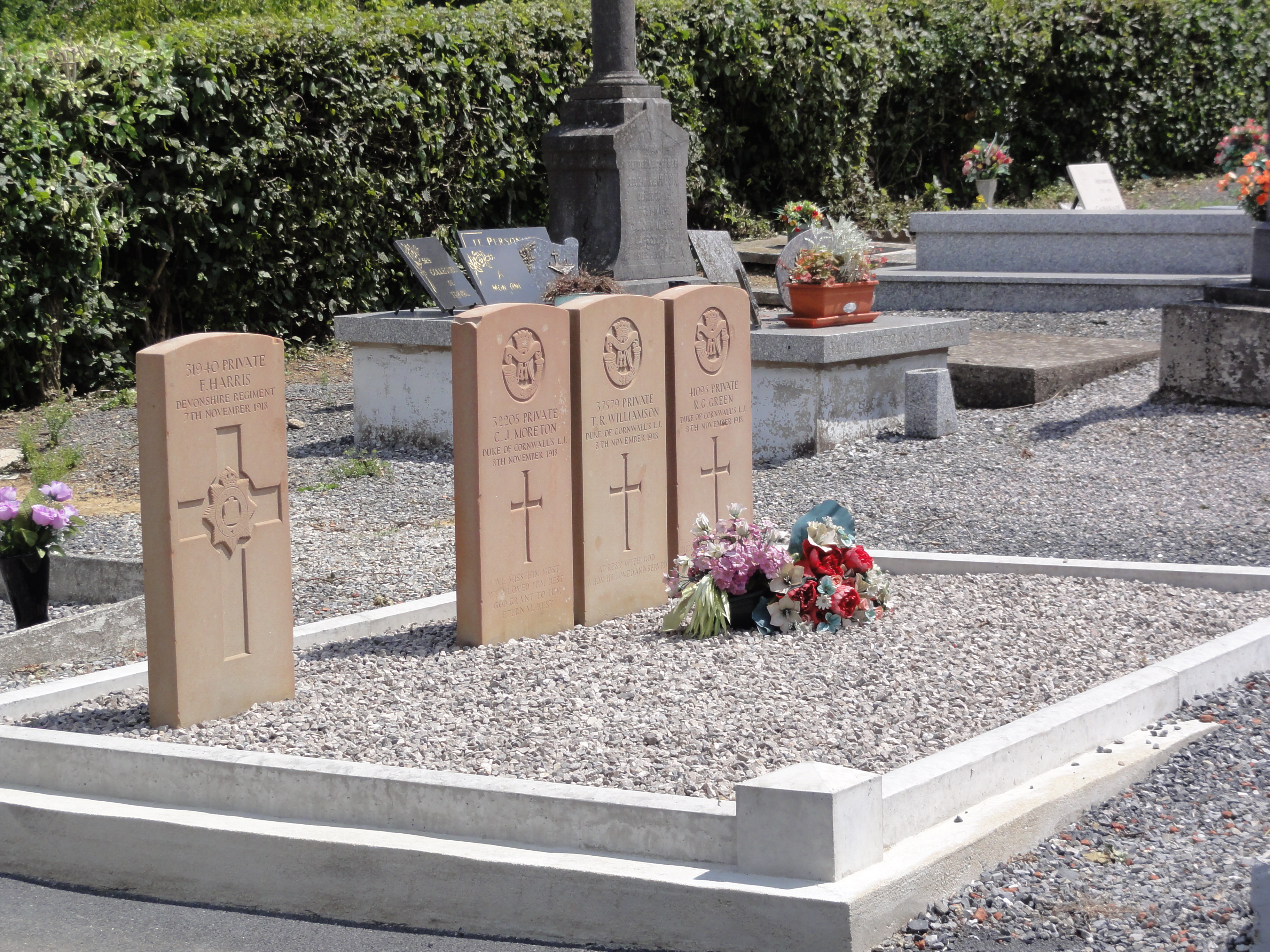
Tombes de guerre de la CWGC
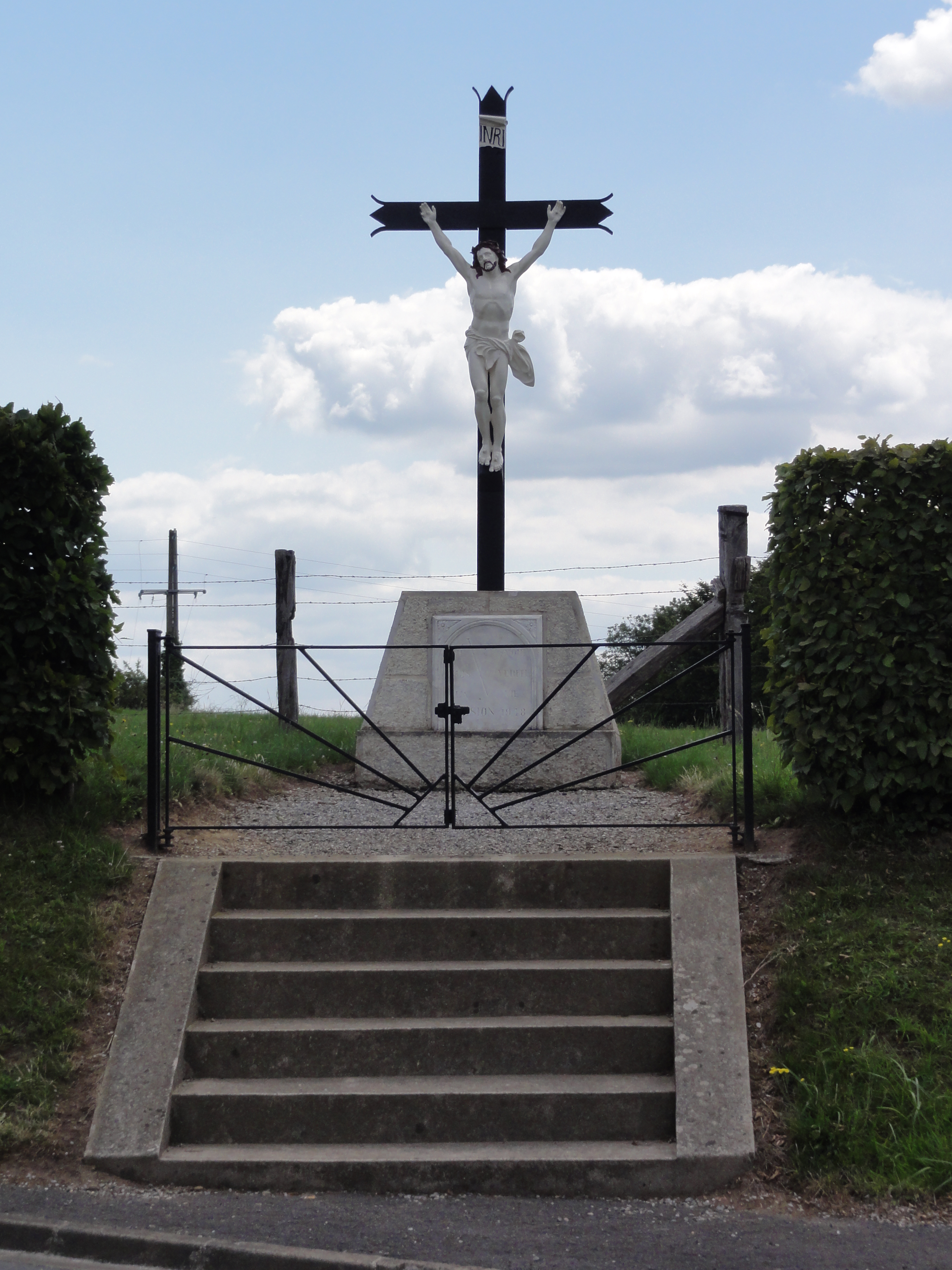
Calvaire
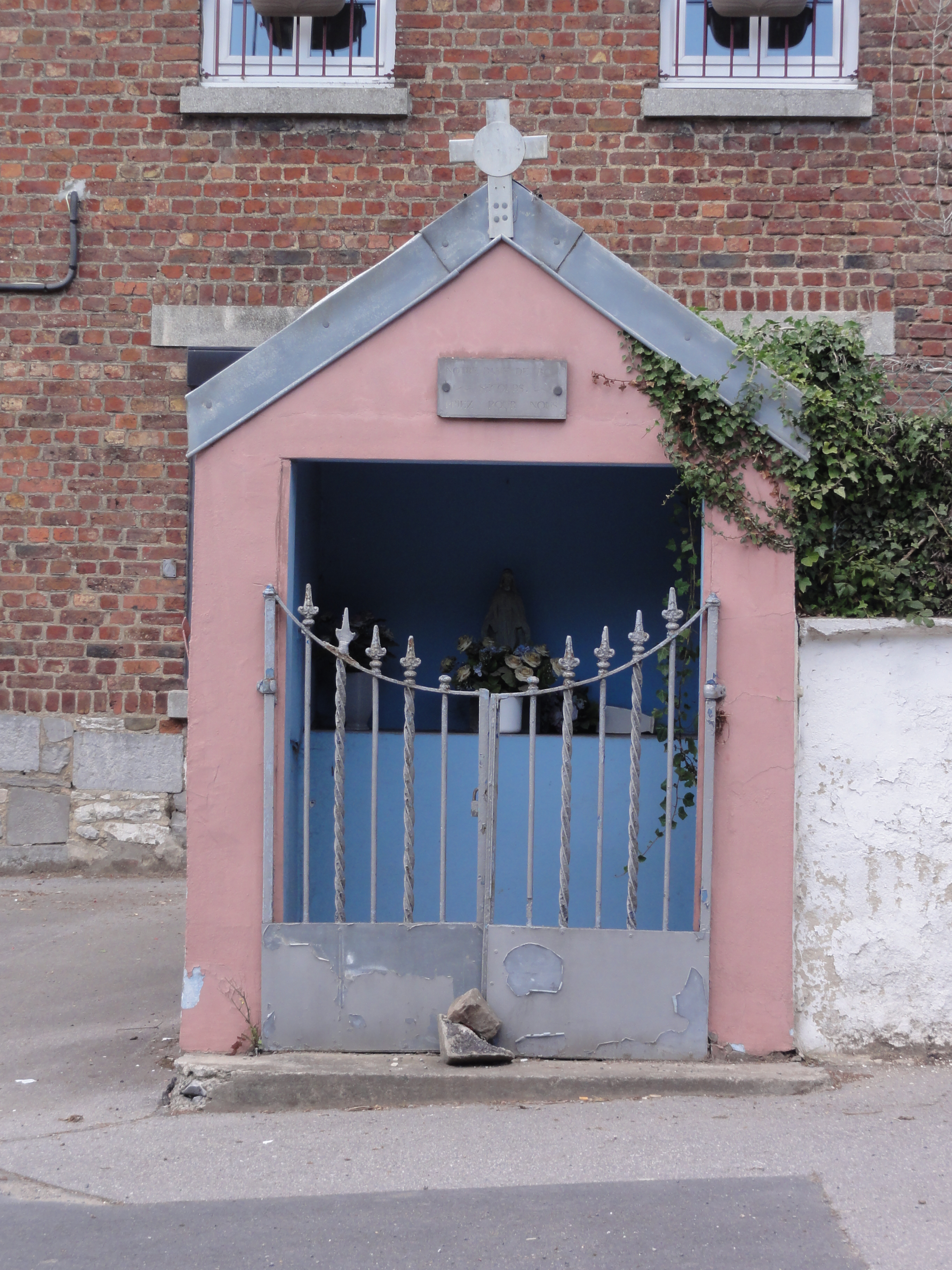
Chapelle N.D. de Bon Secours
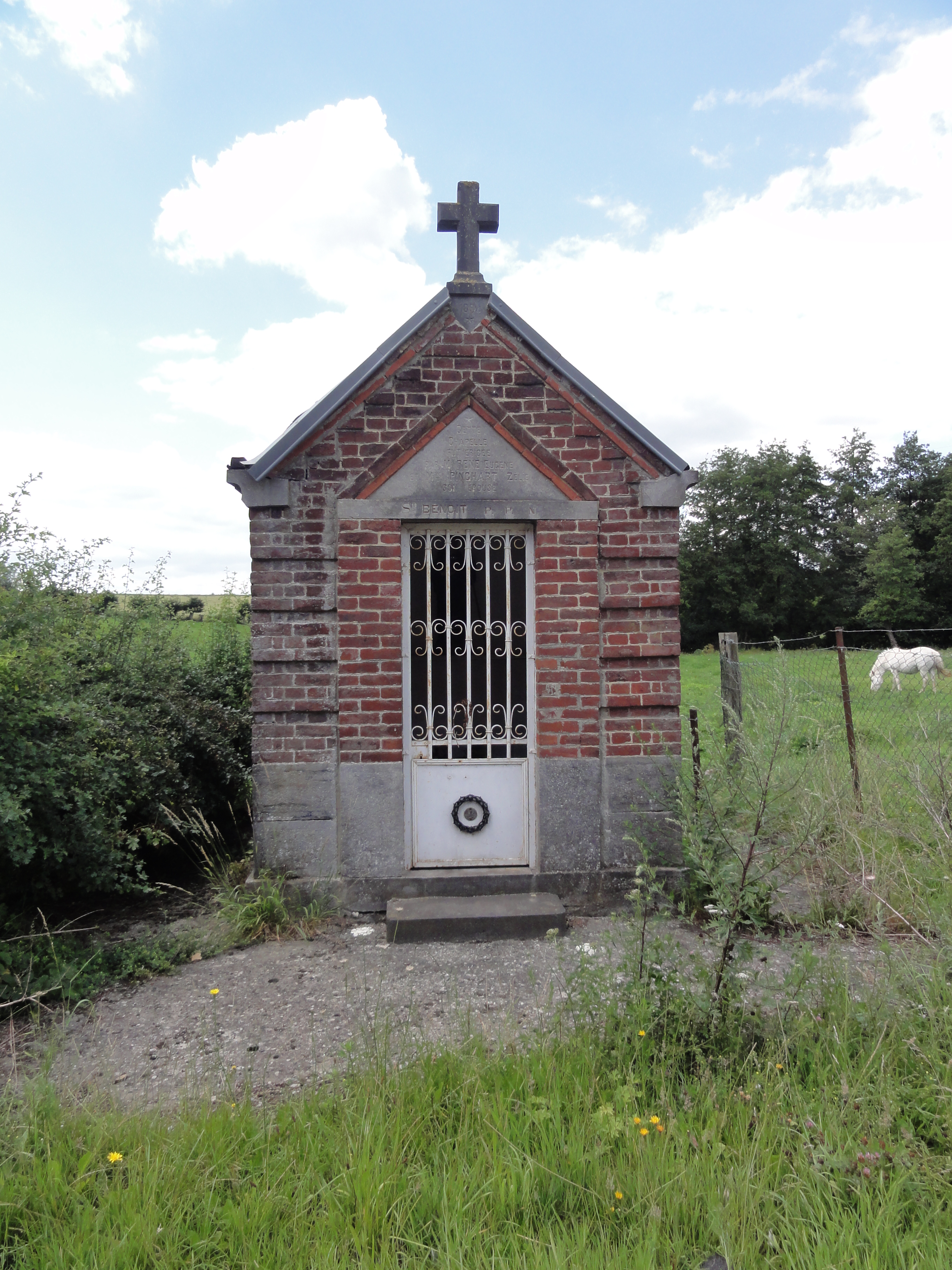
Chapelle St.Benoît

### Héraldique
|  | Les armes de Saint-Remy-du-Nord se blasonnent ainsi : D'or à trois chevrons de sable. |

## Pour approfondir